# Lucien Deblois
Pour les articles homonymes, voir Deblois.
Lucien Deblois (né le 21 juin 1957 à Joliette, Québec) est un joueur de hockey sur glace professionnel canadien qui a joué dans la Ligue nationale de hockey de 1977 à 1992.

## Carrière
Après avoir joué en junior pour les Éperviers de Sorel et avoir remporté le trophée Michel-Brière du meilleur joueur de la saison dans la Ligue de hockey junior majeur du Québec (LHJMQ), DeBlois est choisi lors du repêchage amateur de la LNH 1977 en 8e position lors du premier tour par les Rangers de New York.
Au cours de sa carrière dans la LNH, il joue pour six différentes équipes : les Rangers de 1977 à 1979 et de 1986 à 1989, les Rockies du Colorado de 1979 à 1981, les Jets de Winnipeg de 1981 à 1984 et en 1992, les Canadiens de Montréal de 1984 à 1986, les Nordiques de Québec de 1989 à 1990 et les Maple Leafs de Toronto de 1990 à 1992. Il participe à une finale de la Coupe Stanley avec les Rangers en 1978 puis la remporte en 1986 avec Montréal. Il est capitaine des Jets pendant deux saisons.
Après sa carrière de joueur, il devient recruteur pour les Nordiques. Il est entraîneur-chef des Alpines de Moncton dans la LHJMQ lors de la saison inaugurale de la franchise en 1995-1996. Par la suite, il devient assistant-entraineur pour le club les Blades de Kansas City de la défunte IHL pendant 2 saisons de 1996 à 1998. Il est ensuite nommé recruteur des Mighty Ducks d'Anaheim puis des Canucks de Vancouver.
Il a trois fils : des jumeaux Christian et Simon et le cadet Dominic qui a également joué dans la LHJMQ pour Chicoutimi et Rouyn-Noranda.

## Statistiques
| Saison     | Équipe                 | Ligue      |     | Saison régulière | Saison régulière | Saison régulière | Saison régulière | Saison régulière | Saison régulière |    | Séries éliminatoires | Séries éliminatoires | Séries éliminatoires | Séries éliminatoires | Séries éliminatoires | Séries éliminatoires |
| Saison     | Équipe                 | Ligue      | PJ  | B                | A                | Pts              | Pun              | +/-              | PJ               | B  | A                    | Pts                  | Pun                  | +/-                  |                      |                      |
| 1973-1974  | Éperviers de Sorel     | LHJMQ      | 56  | 30               | 35               | 65               | 53               |                  |                  |    |                      |                      |                      |                      |                      |                      |
| 1974-1975  | Éperviers de Sorel     | LHJMQ      | 72  | 46               | 53               | 99               | 62               |                  |                  |    |                      |                      |                      |                      |                      |                      |
| 1975-1976  | Éperviers de Sorel     | LHJMQ      | 70  | 56               | 55               | 111              | 102              |                  |                  |    |                      |                      |                      |                      |                      |                      |
| 1976-1977  | Éperviers de Sorel     | LHJMQ      | 72  | 56               | 78               | 134              | 111              |                  |                  |    |                      |                      |                      |                      |                      |                      |
| 1977-1978  | Rangers de New York    | LNH        | 71  | 22               | 8                | 30               | 27               | -11              | 3                | 0  | 0                    | 0                    | 2                    |                      |                      |                      |
| 1978-1979  | Rangers de New York    | LNH        | 62  | 11               | 17               | 28               | 26               | -10              | 9                | 2  | 0                    | 2                    | 4                    |                      |                      |                      |
| 1979-1980  | Rangers de New York    | LNH        | 6   | 3                | 1                | 4                | 7                | -1               | --               | -- | --                   | --                   | --                   |                      |                      |                      |
| 1979-1980  | Rockies du Colorado    | LNH        | 70  | 24               | 19               | 43               | 36               | -18              | --               | -- | --                   | --                   | --                   |                      |                      |                      |
| 1980-1981  | Rockies du Colorado    | LNH        | 74  | 26               | 16               | 42               | 78               | -42              | --               | -- | --                   | --                   | --                   |                      |                      |                      |
| 1981-1982  | Jets de Winnipeg       | LNH        | 65  | 25               | 27               | 52               | 87               | -10              | 4                | 2  | 1                    | 3                    | 4                    |                      |                      |                      |
| 1982-1983  | Jets de Winnipeg       | LNH        | 79  | 27               | 27               | 54               | 69               | -25              | 3                | 0  | 0                    | 0                    | 5                    |                      |                      |                      |
| 1983-1984  | Jets de Winnipeg       | LNH        | 80  | 34               | 45               | 79               | 50               | -15              | 3                | 0  | 1                    | 1                    | 4                    |                      |                      |                      |
| 1984-1985  | Canadiens de Montréal  | LNH        | 51  | 12               | 11               | 23               | 20               | +9               | 8                | 2  | 4                    | 6                    | 4                    |                      |                      |                      |
| 1985-1986  | Canadiens de Montréal  | LNH        | 61  | 14               | 17               | 31               | 48               | +3               | 11               | 0  | 0                    | 0                    | 7                    |                      |                      |                      |
| 1986-1987  | Rangers de New York    | LNH        | 40  | 3                | 8                | 11               | 27               | -7               | 2                | 0  | 0                    | 0                    | 2                    |                      |                      |                      |
| 1987-1988  | Rangers de New York    | LNH        | 74  | 9                | 21               | 30               | 103              | -3               | --               | -- | --                   | --                   | --                   |                      |                      |                      |
| 1988-1989  | Rangers de New York    | LNH        | 73  | 9                | 24               | 33               | 107              | -6               | 4                | 0  | 0                    | 0                    | 4                    |                      |                      |                      |
| 1989-1990  | Nordiques de Québec    | LNH        | 70  | 9                | 8                | 17               | 45               | -29              | --               | -- | --                   | --                   | --                   |                      |                      |                      |
| 1990-1991  | Nordiques de Québec    | LNH        | 14  | 2                | 2                | 4                | 13               | +1               | --               | -- | --                   | --                   | --                   |                      |                      |                      |
| 1990-1991  | Maple Leafs de Toronto | LNH        | 38  | 10               | 12               | 22               | 30               | -4               | --               | -- | --                   | --                   | --                   |                      |                      |                      |
| 1991-1992  | Maple Leafs de Toronto | LNH        | 54  | 8                | 11               | 19               | 39               | -3               | --               | -- | --                   | --                   | --                   |                      |                      |                      |
| 1991-1992  | Jets de Winnipeg       | LNH        | 11  | 1                | 2                | 3                | 2                | +1               | 5                | 1  | 0                    | 1                    | 2                    |                      |                      |                      |
| Totaux LNH | Totaux LNH             | Totaux LNH | 993 | 249              | 276              | 525              | 814              | -170             | 52               | 7  | 6                    | 13                   | 38                   |                      |                      |                      |